# فهرست زبانشناسان
زبان‌شناس، در مفهوم آکادمیک آن، شخصی است که زبان‌های طبیعی را مورد مطالعه قرار می‌دهد (رشتهٔ دانشگاهی آن زبان‌شناسی نامیده می‌شود). گاهی به‌اشتباه، واژهٔ زبان‌شناس برای ارجاع به شخصی به‌کار می‌رود که چند زبان می‌داند یا دستوری است؛ به هر حال، این دو واژه متفاوت از زبان‌شناسی است.
در ادامه، فهرستی از زبان‌شناسان، به همراه شاخهٔ تخصصی‌ان، در مفهوم دانشگاهیِ آن می‌آید.

## الف
- آرنوف، مارک (کانادایی، ۱۹۴۹-)، ساختواژه
- آقاگل‌زاده، فردوس (ایرانی، )، تحلیل گفتمان
- آموزگار، ژاله (ایرانی، )
- آهنگر، عباسعلی (ایرانی) ساختواژه، نحو، رده‌شناسی زبان، واج‌شناسی
- ابوالقاسمی، محسن (ایرانی، )، ریشه‌شناسی زبان، زبان‌های باستانی ایران
- احمدخانی، محمدرضا (ایرانی، )، واج‌شناسی، جامعه‌شناسی زبان
- افراشی، آزیتا (ایرانی،) معنی‌شناسی
- البرزی ورکی، پرویز (ایرانی، )،
- انوشه، مزدک (ایرانی، ۱۳۵۲-)، نحو، ساختواژه، دستور زایشی

## ب
- باطنی، محمدرضا (ایرانی، ۱۳۱۳-)، نحو
- باقری، مهری (ایرانی، )
- بلاک، برنارد (آمریکایی، ۱۹۰۷–۱۹۶۵)، زبان ژاپنی
- بلومفیلد، لئونارد (آمریکایی، ۱۸۸۷–۱۹۴۹)، زبان‌شناسی ساخت‌گرا
- بهار، مهرداد
- بیرقدار، راضیه (ایرانی، )، نحو

## پ
- پانینی (هندی، ۴۶۰–۵۲۰ پ. م)، سانسکریت، ساختواژه، زبان‌شناسی توصیفی
- پاکتچی، احمد
- پسی، پل (فرانسوی، ۱۸۵۹–۱۹۴۰)، آواشناسی
- یولیوس پوکورنی پژوهشگر زبان‌های هندواروپایی (آلمانی)

## ت
- ترادگیل، پیتر (انگلیسی، ۱۹۴۳-)، زبان‌شناسی اجتماعی، زبان انگلیسی، گویش‌شناسی
- تسوکرمن، گیلعاد (استرالیایی، ۱۹۷۱-) (Ghil'ad Zuckermann)

## ث
- ثمره، یدالله (ایرانی، ۱۳۱۱-)، واج‌شناسی

## ج
- جکنداف، ری (آمریکایی، ۱۹۴۵-)، نحو، معنی‌شناسی واژگانی
- جونز، دنیل (بریتانیایی، ۱۸۸۱–۱۹۶۷)، آواشناسی

## چ
- چامسکی، نوآم (آمریکایی، ۱۹۲۸-)، نحو، دستور جهانی

## ح
- حسن‌دوست، محمد (ارانی، ۱۳۴۶)، زبان‌شناسی تاریخی، ریشه‌شناسی زبان‌های ایرانی
- حق‌شناس، علی‌محمد (ایرانی، ۱۳۱۹–۱۳۸۹)، زبان‌شناسی کاربردی

## د
- دبیرمقدم، محمد (ایرانی، ۱۳۳۲-)، نحو، زبان‌شناسی زایشی، زبان‌شناسی نقشگرا
- درزی، علی (ایرانی، ۱۳۳۸-)، نحو، دستور زایشی، برنامۀ کمینه‌گرا

## ر
- رضایی باغ‌بیدی، حسن (ایرانی، )، زبان‌های باستانی ایران
- رقیب‌دوست، شهلا (ایرانی، ) عصب‌شناسی زبان

- روشن، بلقیس (ایرانی)، معنی‌شناسی، روان‌شناسی زبان

## ز
- زرشناس، زهره (ایرانی، )،
- زندی، بهمن (ایرانی، ) جامعه‌شناسی زبان

## س
- ساپیر، ادوارد (آمریکایی، ۱۸۸۴–۱۹۳۹)، معنی‌شناسی، انسان‌شناسی زبان
- سجودی، فرزان (ایرانی، )، نشانه‌شناسی
- سعیدنیا، گلرخ (ایرانی، )، ترجمه‌شناسی
- سمیعی گیلانی، احمد (ایرانی، )
- سوسور، فردینان دو (سوئیسی/فرانسوی، ۱۸۵۷–۱۹۱۳)، مطالعات زبان‌های هندواروپایی، زبان‌شناسی ساختگرا، معنی‌شناسی
- سویت، هنری (بریتانیایی، ۱۸۴۵–۱۹۱۲)، زبان‌های ژرمنی، آواشناسی
- سیمز-ویلیامز، نیکلاس (انگلیسی، 1949-)، زبان‌های باستانی ایران

## ش
- شقاقی، ویدا (ایرانی، ۱۳۲۷-)، ساخت‌واژه

## ص
- صادقی، علی‌اشرف (ایرانی، ۱۳۲۰-)، زبان‌شناسی تاریخی، صرف، زبانشناسی کاربردی
- صفارمقدم، احمد (ایرانی، )، آزفا (آموزش فارسی به غیرفارسی‌زبانان)
- صفوی، کورش (ایرانی، ۱۳۳۵-)، معنی‌شناسی

## ط
- طباطبایی، علاءالدین (ایرانی، ۱۳۳۶-)، ساخت‌واژه
- طبیب‌زاده، امید (ایرانی، ۱۳۴۰-)، آواشناسی

## ع
- عاصی، سیدمصطفی  (ایرانی، 1324)، زبانشناسی رایانشی، فرهنگ‌نگاری

## غ
- غیاثیان، مریم (ایرانی، )، تحلیل گفتمان انتقادی

## ف
- فرحزاد، فرزانه (ایرانی، )، ترجمه‌شناسی

## ق
- قریب، بدرالزمان (ایرانی، ۱۳۰۸-)، زبانشناسی تاریخی
- قطره، فریبا (ایرانی، )

## ک
- کلباسی، ایران (ایرانی، ۱۳۱۸-)، گویش‌شناسی
- کیا، صادق (ایرانی، 1299-1380)، زبان‌های باستانی
- کیپارسکی، پل (فنلاندی/آمریکایی، ۱۹۴۱-)، واجشناسی، ساختواژه

## گ
- گرینبرگ، هارولد (آمریکایی، ۱۹۱۵–۲۰۰۱)، رده‌شناسی زبان، جهانی‌های زبان

## ل
- لازار، ژیلبر (فرانسوی، 1920-2018)، ایران‌شناسی، فرهنگ‌نگاری
- لباف، ویلیام (آمریکایی، ۱۹۲۷-)، زبانشناسی اجتماعی، واجشناسی، زبان انگلیسی

## م
- ماهیار نوابی، یحیی (ایرانی، )
- مدرسی تهرانی، یحیی (ایرانی، 1324)، جامعه‌شناسی زبان
- مدرسی قوامی، گلناز (ایرانی، ۱۳۴۵-)، واجشناسی
- مشکوةالدینی، مهدی (ایرانی، )
- مقدم، محمد (ایرانی، 1287-1375)، زبان‌های باستانی
- مک‌وینی، برایان (آمریکایی، ۱۹۴۵-)، فراگیری زبان، فراگیری زبان دوم، زبان‌شناسی پیکره‌ای
- ملاک بهبهانی، امید (ایرانی، )، زبان‌های باستانی ایران
- منشی زاده، مجتبی (ایرانی، )
- میلانیان، هرمز (ایرانی، 1316-1393)

.محمودی بختیاری بهروز ( ایرانی؛ ۱۳۵۲)

## ن
- ناتل خانلری، پرویز (ایرانی، )
- نیلی‌پور، رضا (ایرانی، ۱۳۲۰-)، عصب‌شناسی زبان، زبانشناسی بالینی
- نجفی، ابوالحسن (ایرانی، 1308-1394)،
- نجفیان، آرزو (ایرانی، )، ساختواژه
- نعمت‌زاده، شهین

## و
- ورف، بنجامین (آمریکایی، ۱۸۹۷–۱۹۴۱)، نسبیت زبانی

## ه
- هلیدی، مایکل (انگلیسی/استرالیایی، ۱۹۲۵-)، دستور زبان نقش‌گرای نظام‌مند، زبانشناسی کاربردی، زبانشناسی بوم‌شناختی

## ی
- یارمحمدی، لطف‌الله (ایرانی، ۱۳۱۲-)، آواشناسی